# Lebungsari
Lebungsari is een bestuurslaag in het regentschap Lampung Selatan van de provincie Lampung, Indonesië. Lebungsari telt 1306 inwoners (volkstelling 2010).